# Parque de campismo de Melides
O Parque de campismo de Melides do CCL (Clube de Campismo de Lisboa) encontra-se em frente da Lagoa de Melides, a 1 km da Praia de Melides e a curta distância da reserva natural das lagoas de S. André e Sancha. É um dos maiores parques de campismo do país.
Está equipado com piscina (para adultos e infantil), restaurante/café, mercearia, padaria, espaços de convivio (salão de jogos), ringue adaptado a futebol e basquete, parques infantis e cerca de 1500 alvéolos.
Os cidadãos portugueses só podem frequentar o parque se forem portadores de Carta Campista Nacional (que só existe em Portugal).